# Woodstock (Joni Mitchell)
Woodstock is een lied dat werd geschreven door Joni Mitchell. Ze schreef het over het muziekfestival Woodstock dat van 15-18 augustus 1969 plaatsvond op een weiland in de staat New York. Covers ervan werden hits voor Crosby, Stills, Nash & Young (CSNY), Matthews Southern Comfort en The Assembled Multitude.
Mitchell zou zelf ook op het festival spelen, maar dit ging op het laatste moment niet door, omdat ze de dag erop moest optreden in de Dick Cavett show. In het lied mijmert ze onder meer over het gemis er niet bij te zijn geweest. Ze trad voor het eerst op met het lied op 13 september 1969. Vervolgens verscheen het op haar album Ladies of the canyon dat ze in maart 1970 uitbracht en op de B-kant van haar single Big yellow taxi uit juni 1970. CSNY coverde het nummer al in maart 1970. De versie van Matthews Southern Comfort was echter succesvoller en belandde wereldwijd in de hitlijsten.
Het lied beeldt onder meer paradijselijke leven uit als ware het rechtstreeks uit de Hof van Eden. Een bekend fragment uit het nummer is We are stardust, we are golden dat in het refrein voorkomt. De eigenaar van het weiland, melkveehouder Max Yasgur, wordt ook in de songtekst genoemd. Het lied bevat meer feitelijke verwijzingen naar het festival, zoals by the time we got to Woodstock, we were half a million strong. Ook komen de protesten tegen de Vietnamoorlog erin terug, in bijvoorbeeld de zin bomber death planes flying shotgun in the sky.

## CSNY
Crosby, Stills, Nash & Young (CSNY) speelden zelf wel op het Woodstock-festival, in tegenstelling tot Mitchell. Hun optreden was van zondag op maandag om 3 uur in de nacht. Hun optreden zou al eerder geweest zijn, maar het festival was uitgelopen waardoor veel gasten het optreden van Jimi Hendrix zelfs misliepen. In de samenstelling CSN waren ze er ook bij tijdens de vijfentwintigjarige reünie Woodstock '94.
CSNY bracht in maart 1970 een cover van het lied uit op een single met Helpless op de B-kant. Daarnaast plaatsten ze het op hun album Déjà vu. Dit was de eerste single en het eerste album die de band in deze samenstelling uitbracht. Daarvoor was Neil Young er nog niet bij en traden ze op als Crosby, Stills & Nash. Het optreden op het Woodstock-festival was ook nog maar het tweede geweest dat ze in deze samenstelling gaven.
De leadzanger op de single is Stephen Stills en in de achtergrondzang zijn David Crosby en Graham Nash te horen.

### Hitnoteringen
De single werd een hit in de Verenigde Staten. In Nederland en België wist hij de hitlijsten amper te bereiken.
| Land                       | piekpositie | aantal weken |
| -------------------------- | ----------- | ------------ |
| Verenigde Staten (Hot 100) | 11          | 11           |
| Vlaanderen (Top 30)        | 30          | 1            |
| Nederland (Veronica)       | Tipparade   | 6            |

## Matthews Southern Comfort
Iain Matthews was in de jaren zestig de leadzanger geweest van de Fairport Convention en formeerde in 1969 zijn nieuwe band Matthews Southern Comfort. Hij had het album Ladies of the canyon van Joni Mitchell net gekocht op het moment dat hij gevraagd werd vier liedjes te spelen in een lunchprogramma bij de BBC. In dit kader speelden ze een arrangement van liedjes die met het Woodstock-festival te maken hadden.
Hij kreeg er goede reacties op terwijl CSNY het ondertussen ook op een single hadden geplaatst. Daarom besloten ze om de resultaten voor CSNY af te wachten. Die bleven echter uit in Engeland en enkele maanden later kwam Matthews daarom alsnog met zijn versie op een single. Ook kwam het als openingsnummer van bepaalde versies van het album Later that same year (1970) te staan.

### Hitnoteringen
De single werd een grote hit wereldwijd, met een nummer 1-notering in het Verenigd Koninkrijk. Ook stond hij verschillende jaren in de Top 2000 van Radio 2 in Nederland. Hieronder volgt een deel van de landen waar het lied in de hitlijsten terechtkwam:
| Land                       | piekpositie               | aantal weken            |
| -------------------------- | ------------------------- | ----------------------- |
| Verenigd Koninkrijk        | 1                         | 18                      |
| Noorwegen                  | 2                         | 16                      |
| Ierland                    | 2                         | 9                       |
| Polen                      | 2                         | ?                       |
| Zweden                     | 2                         | ?                       |
| Zuid-Afrika                | 3                         | ?                       |
| Canada                     | 5                         | ?                       |
| Oostenrijk                 | 15                        | 4                       |
| Nederland                  | 21 (Top 40) / 18 (Top 30) | 8 (Top 40) / 7 (Top 30) |
| Verenigde Staten (Hot 100) | 23                        | 16                      |
| Finland                    | 23                        | ?                       |
| Duitsland                  | 27                        | 8                       |
| Vlaanderen (Top 30)        | 30                        | 1                       |

NPO Radio 2 Top 2000
| Nummer met noteringen in de NPO Radio 2 Top 2000 | '99  | '00 | '01  | '02 | '03  | '04-'06 | '07  |
| ------------------------------------------------ | ---- | --- | ---- | --- | ---- | ------- | ---- |
| Woodstock                                        | 1459 | -   | 1422 | -   | 1784 | -       | 1892 |

1. ↑  Een '-' betekent dat het nummer niet was genoteerd en een vetgedrukt getal geeft de hoogste notering aan.
2. ↑  Deze tabel is bijgewerkt tot en met de laatste editie (2024).

## The Assembled Multitude
In oktober 1970 volgde nog een derde single die de Amerikaanse hitlijsten beklom, namelijk van de band The Assembled Multitude. Dit was een instrumentale versie.
Op de B-kant van de single verscheen het nummer Mr. Peppercorn. Daarnaast werd Woodstock uitgebracht op het The Assembled Multitude (1970), het enige album dat de band heeft voortgebracht.
De single stond vier weken in de Billboard Hot 100. In andere landen had deze single geen succes.

### Hitnoteringen
| Land                       | piekpositie | aantal weken |
| -------------------------- | ----------- | ------------ |
| Verenigde Staten (Hot 100) | 79          | 4            |

## Andere covers
Het lied werd verder nog door tientallen artiesten gecoverd. Slecht enkele voorbeelden revan zijn van: Phil Allen (1971), John Williams (1971), Tom Scott (1972), Richard Dworsky (1972), Big Country (1993), Bobby Kimball (1994), Tuck & Patti (1994), Fareed Haque (1997), Eva Cassidy (2000), Richie Havens (2004), Mia Dyson & James Reyne (2006), Leora Cashe & The Ross Taggart Trio (2008), Maureen McGovern (2008), Lisa Hilton (2009), Charlie Dée (2009), Barry Phillips (2011), Austra (2011), America (2011), Tierney Sutton (2013) en Ida Sand (2015).